# Janusz Steinhoff
Janusz Wojciech Steinhoff (ur. 24 września 1946 w Gliwicach) – polski inżynier i polityk. W okresie 1997–2001 minister gospodarki, a w latach 2000–2001 wiceprezes Rady Ministrów w rządzie Jerzego Buzka, poseł na Sejm X, I i III kadencji (1989–1993, 1997–2001), w latach 2004–2008 przewodniczący Partii Centrum.

## Życiorys
Jest absolwentem V Liceum Ogólnokształcącego im. Andrzeja Struga w Gliwicach. W 1974 ukończył studia na Wydziale Górniczym Politechniki Śląskiej, na tej uczelni uzyskał w 1985 stopień naukowy doktora. Jest specjalistą z zakresu przeróbki kopalin stałych, górnictwa, ochrony środowiska, procesów restrukturyzacji górnictwa. W okresie 1974–1975 pracował w Zakładach Konstrukcyjno-Mechanizacyjnych Przemysłu Węglowego w Gliwicach, a w latach 1976–1989 oraz 1994–1997 był pracownikiem naukowo-dydaktycznym Wydziału Górniczego macierzystej uczelni.
W 1980 był współzałożycielem „Solidarności” na Politechnice Śląskiej. W latach 1981–1989 prowadził działalność podziemną i opozycyjną. W trakcie obrad Okrągłego Stołu pełnił z ramienia „Solidarności” funkcję eksperta w zakresie górnictwa i ochrony środowiska.
Sprawował mandat posła na Sejm X, I i III kadencji kolejno z ramienia Komitetu Obywatelskiego, Partii Chrześcijańskich Demokratów i Akcji Wyborczej Solidarność. W 2001 kandydował do Sejmu z listy Akcji Wyborczej Solidarność Prawicy, która nie uzyskała mandatów.
W latach 1990–1994 był prezesem Wyższego Urzędu Górniczego, natomiast w latach 1996–1997 wiceprezesem Regionalnej Izby Gospodarczej w Katowicach.
W latach 90. należał do liderów PChD, następnie wstąpił do działającego w ramach AWS Porozumienia Polskich Chrześcijańskich Demokratów. Od 31 października 1997 do 19 października 2001 zajmował urząd ministra gospodarki w rządzie Jerzego Buzka; od czerwca 2000 był również wicepremierem, a od lipca 2001 tymczasowym kierownikiem Ministerstwa Łączności. W 2002 został wiceprezesem SKL-Ruch Nowej Polski. W 2004 był wśród założycieli Partii Centrum, 27 listopada 2004 został jej przewodniczącym. 2 września 2008 partia została wykreślona z ewidencji.
W latach 2002–2007 był prezesem zarządu Centrum Banku Śląskiego w Katowicach. W 2010 prezydent RP Lech Kaczyński powołał go na członka Narodowej Rady Rozwoju. W tym samym roku poparł Andrzeja Olechowskiego w wyborach prezydenckich.
Został w międzyczasie przewodniczącym rady Regionalnej Izby Gospodarczej w Katowicach, a także przewodniczącym rady Krajowej Izby Gospodarczej.
Jego żona Elżbieta była w młodości medalistką mistrzostw Polski w lekkoatletyce.

## Odznaczenia i wyróżnienia
W 2005 został odznaczony Krzyżem Oficerskim, a w 2017 Krzyżem Komandorskim Orderu Odrodzenia Polski. W 2014 otrzymał Krzyż Wolności i Solidarności. W 2008 otrzymał Perłę Honorową Polskiej Gospodarki (w kategorii gospodarka). W 2015 przyznano mu honorowe obywatelstwo Gliwic. W 2017 otrzymał Odznakę Honorową Zasłużonego dla Bezpieczeństwa w Górnictwie.